# Astra 1F

Astra 1F (Астра 1F) - європейський телекомунікаційний  супутник. Він призначається для ретрансляції радіо - і телепрограм в аналоговому і цифровому форматах.

## Характеристики
- Ракета-носій: «Протон»
- Стабілізація: по трьох осях
- Кількість транспондерів: 22
- Потужність транспондера: 82 Вт
- ЕІВП в центрі пучка: 52 дБВт
- Ширина смуги транспондера: 26 МГц
- Робочий діапазон (down-link): 12,1 ... 12,5 ГГц